# Carin Göring
Carin Göring, ex-baronne von Kantzow, née Carin Axelina Hulda von Fock le 21 octobre 1888 à Stockholm où elle est morte le 17 octobre 1931, est une noble suédoise qui fut la première épouse du futur haut dignitaire nazi et ministre du Troisième Reich, Hermann Göring.
Issue d’une famille de la noblesse suédoise, très marquée par des figures féminines empreintes d’un certain mysticisme, elle épouse le baron Nils von Kantzow en 1910 ; ils ont un fils, Thomas, né en 1912. En 1920, elle rencontre, par l’intermédiaire de son beau-frère Eric, le pilote allemand Hermann Göring. Très rapidement, les deux jeunes gens tombent amoureux l’un de l’autre et mènent une vie de bohème et de voyages entre la Suède, l’Autriche et l’Allemagne. Après son divorce avec le baron, qui avait été marqué par cette infidélité, elle épouse Göring en 1923 et le couple s'installe bientôt dans la banlieue de Munich. Elle soutient son nouvel époux dans son activité politique et voue comme lui une admiration à Hitler.
Néanmoins, après l’échec du putsch de la Brasserie en 1923, le couple choisit de s’exiler en Autriche afin d’éviter d'être poursuivi. À distance, ils acceptent d'aider Hitler, alors emprisonné à Landsberg. Ils reviennent en Allemagne à la fin des années 1920, où Göring participe aux succès électoraux du NSDAP. Membre de la vie mondaine de la capitale allemande, Carin Göring n'en est pas moins malade depuis de nombreuses années, et son état empire jusqu'à un dernier voyage en Suède, où elle meurt d'une crise cardiaque à près de 43 ans. Elle est d'abord inhumée dans son pays natal, mais son corps est déplacé deux ans et demi plus tard dans la résidence d'été de Göring, à Carinhall, avant d'être secrètement transféré après-guerre, en Suède, en 1951. La mort de celle avec laquelle il formait un couple fusionnel marqua durablement le futur dirigeant nazi.

## Biographie

### Origines
La baronne Carin von Fock est la fille du baron Carl von Fock, colonel de l'armée royale suédoise, issu d’une famille originaire de Westphalie et d’Estonie. Appauvrie, cette branche paternelle s'était installée en Suède au XIXe siècle.  Sa mère, née Huldine Beamish, est issue d'une famille anglo-irlandaise protestante, fameuse pour être à l'origine des brasseries Beamish and Crawford de Cork et de sa célèbre bière noire. Son grand-père faisait partie des Coldstream Guards et sa grand-mère maternelle fonda une société protestante féminine, l’« union de l'Edelweiss ».
Carin von Fock est la quatrième des cinq filles de la famille. Sa sœur Mary (1887-1967), épouse du comte Eric von Rosen, fonde à son tour, avec d'autres membres, une fraternité luthérienne, la Societas Sanctæ Birgittæ. Sa sœur Fanny (1882-1956) épouse le comte von Wilamowitz-Möllendorff. Ses autres sœurs se nomment Elsa et Lily.
Cette famille est marquée par des personnalités féminines à fort caractère, notamment Huldine, qui instille à sa fille Carin « ses idées romantico-religieuses ». Les autres filles de la famille sont aussi marquées par cet héritage romantique, comme il était parfois courant de le voir dans certaines familles de la noblesse européenne « au tournant du siècle ». Dans la continuité de société fondée par leur grand-mère, les filles s’adonnent à des séances de spiritisme dans un lieu qu’elles appellent « chapelle Edelweiss », en fait une pièce que Mary avait aménagée dans une tour du château de son époux en y installant un autel. Il s’agit d’une forme de « religion privée ».

### Premier mariage et rencontre avec Hermann Göring

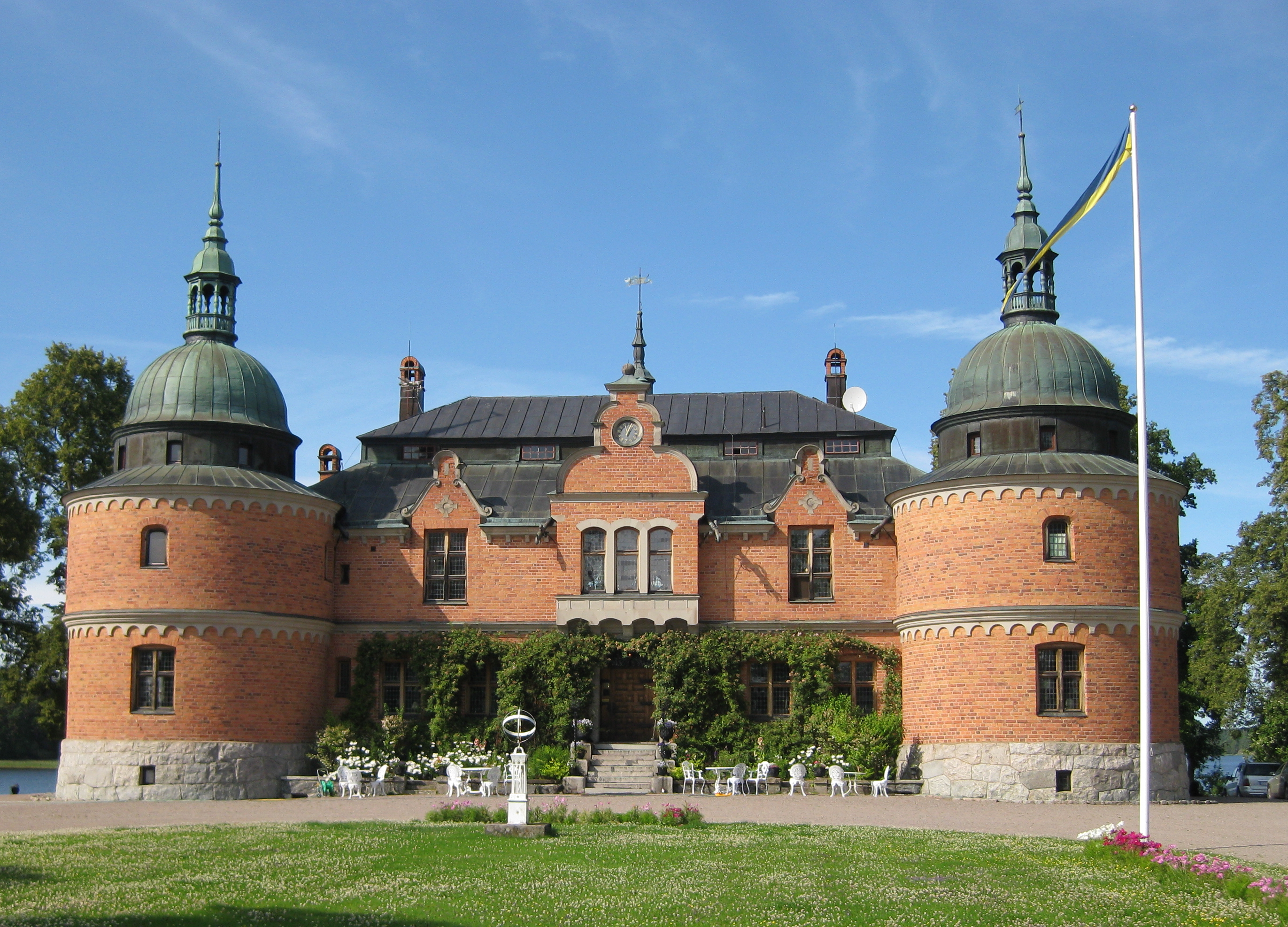
Le château de Rockelstad, en 2009.

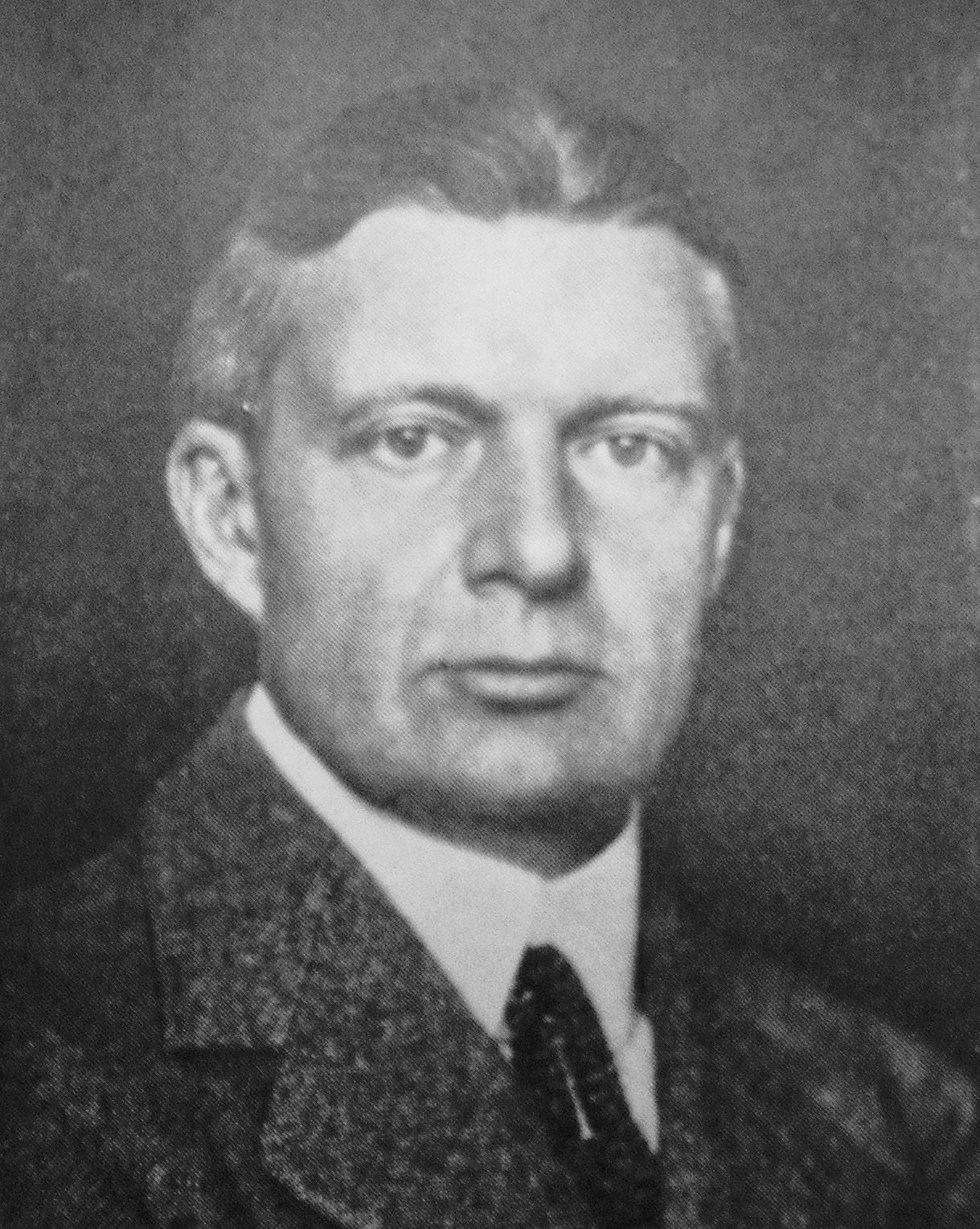
Le comte Eric von Rosen, en 1927.

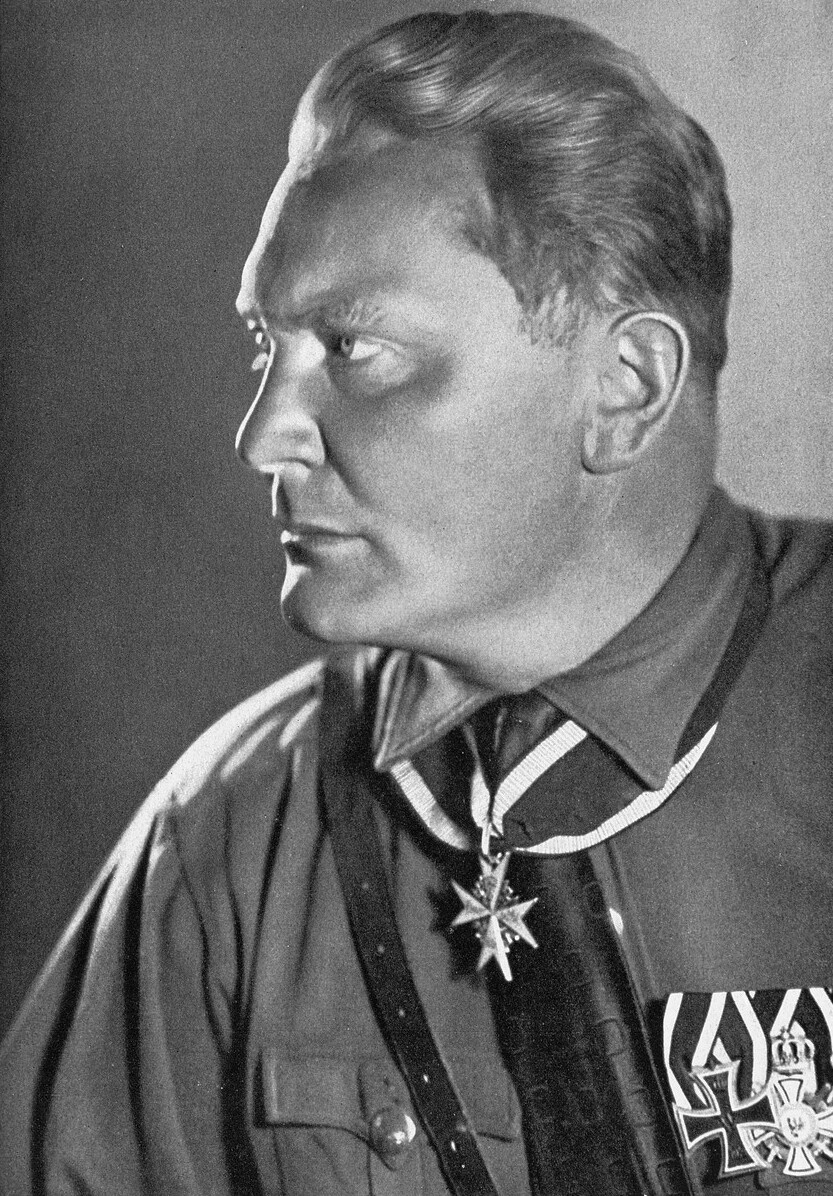
Hermann Göring, en 1932.

Le 7 juillet 1910, Carin von Fock épouse le baron Nils von Kantzow et lui donne un fils, Thomas, né le 1er mars 1913.
Le 20 février 1920, le beau-frère de Carin, Eric von Rosen, cherche à effectuer le trajet aérien entre Stockholm et le château de Rockelstad (soit une centaine de kilomètres.), après être revenu d’un voyage au Gran Chaco (en Amérique du Sud). Néanmoins, le temps (une tempête de neige) rend la navigation aérienne difficile, si bien qu'il doit faire appel à une compagnie aérienne privée, Svensk Lufttrafik, où, après le refus de trois pilotes de se charger de la course toujours en raison des conditions climatiques, le pilote allemand Hermann Göring accepte. Célèbre et populaire as lors de la Première Guerre mondiale, il avait dû faire face à la dissolution de la Luftstreitkräfte, conséquence du traité de Versailles, aux restrictions de trafic de l’aviation privée allemande et à une déception amoureuse avec l’actrice Käthe Dorsch. Il travaille dès lors pour cette compagnie suédoise, et, alors en butte à des difficultés financières, ce vol apparaît donc comme une occasion à saisir. Anna-Maria Sigmund note que « dans la tempête, Göring perdit l’orientation. Plus tard, il raconta souvent qu’il avait derrière lui le vol le plus effroyable de sa vie quand il put enfin se poser sur la glace de Bavensee, devant le château ». Le château de Rockelstad, bâtisse du XVIIe et reconstruite au XIXe siècle dans un style moyenâgeux, plaît d’emblée à Göring ; il lui rappelle les lieux de son enfance, dont le château Veldenstein (de) et celui de Mauterndorf.
Le château appartenant à la famille von Rosen, Carin von Kantzow ne s’y trouve que pour « tenir compagnie » à sa sœur Mary, qui est l’épouse d’Eric. Anna-Maria Sigmund raconte leur rencontre : « tandis que l’on bavardait devant l’âtre, une jeune femme apparut soudain sur le palier et descendit le large escalier de la grande salle. Elle était grande et blonde et, selon les témoignages de l'époque, avait à la fois un « maintien gracieux et noble et une nature envoûtante ». Elle embrassa le comte von Rosen et sourit à l’étranger. À Göring, qui était convaincu que la « germanitude la plus pure » était en Suède, elle apparut comme une déesse nordico-germanique. Il se sentit toutefois - selon sa propre expression - comme « touché par l’éclair » de ses yeux bleus ». Elle a 32 ans, lui 27 et passent toute la nuit avec le couple von Rosen à parler politique et à écouter les exploits aériens de l’ancien as, alors qu’Eric, muni d’un luth, chante des airs patriotiques suédois.
Carin von Kantzow, après dix ans de mariage remarque que la vie auprès de son époux n’est pas des plus palpitantes et voit ainsi l’arrivée de cet aventurier allemand comme un évènement qui ne la laisse pas insensible. Göring quitte alors pour un temps le château après avoir passé la matinée avec Eric. Il envoie une lettre à Carin : « Je voudrais vous remercier pour les beaux moments passés dans la chapelle Edelweiss. Vous ne pouvez pas imaginer comment je me suis senti dans cette atmosphère merveilleuse. C’était si calme et si beau que j’ai oublié tous les bruits terrestres, tous les soucis m’ont abandonné ». Le 24 février, elle retrouve Göring à Stockholm et le coup de foudre apparaît réciproque et évident. Carin déclare alors à sa sœur : « Il est l’homme dont j’ai toujours rêvé ». Pendant l’été de la même année, elle s’envole pour Munich, afin d’être présentée à Franziska Göring, la mère de son amant. Cette liaison adultérine est fortement désapprouvée par cette veuve, qui avait pourtant partagé, dans le passé, dans le même château Veldenstein, son affection entre son mari, et son amant anobli d'origine juive, le baron Hermann von Epenstein (l'époux au premier étage, l'amant au second). Göring ne fait néanmoins que peu de cas des reproches de sa mère.
Le nouveau couple ne cache alors pas la réalité de leur relation à leurs proches. Alors qu’ils voyagent en Bavière et dans le massif alpin autrichien, Carin tient sa famille au courant (et surtout sa mère), par des lettres et diverses cartes postales. Ils vont même jusqu’à louer une maison typique de la région, dans le village de Hochkreutz (près de Bayrischzell) : elle devient une sorte de refuge amoureux, qu'ils surnomment d’ailleurs leur « maison en pain d’épice », et où ils séjournent régulièrement entre 1920 et 1923. La maison reste louée jusqu’en 1930 mais le couple vit à Berlin ; elle existe toujours de nos jours. Ils achètent également un appartement à Stockholm, au no 5, Karlavägen et continuent de voyager en Bavière, notamment dans les châteaux historiques du roi Louis II.
Après ces divers séjours, Göring commence à presser Carin de demander le divorce. Elle craint cependant de ne plus avoir la garde son fils. Nils von Kantzow de son côté espère arranger les choses : il organise ainsi un repas où Carin et Göring seraient conviés mais cela n’a pour résultat que de les mettre tous mal à l’aise. Kantzow garde pourtant toujours espoir : par exemple, quand le nouveau couple installé en Bavière va jusqu’à lui demander une aide financière après diverses déconvenues, il accède à leur requête en espérant toujours plaire à Carin. Celle-ci, au contraire, est toujours plus amoureuse de Göring : le 5 mai 1922, elle écrit à ses parents : « La Bavière est une région merveilleuse, si riche, si chaude... si différente du reste de l’Allemagne. Je suis très heureuse ici et je me sens comme chez moi. Quand j’ai la nostalgie de la Suède, c’est seulement parce que je m’ennuie de maman, de Nils, de mon petit garçon et de ceux que j’aime. Mais, justement, ce manque douloureux, maladif, signifie que je suis presque toujours triste. Oh, ma chère maman, si seulement il n’y avait pas cet amour énorme pour lui ». Ses parents lui conseillent, en vain, de revenir vivre dans leur résidence d’été à Engsholm (Drottningholm).
Carin et son premier époux divorcent en décembre 1922. Les sentiments de Kantzow ne faiblissent toujours pas. Il écrit à ses anciens beaux-parents : « Je ne peux que l’aimer ».

### Second mariage et décès

#### Installation en Allemagne
En 1921, Hermann Göring entreprend des études universitaires d’histoire et d’économie ; l’année suivante il rencontre Adolf Hitler, lequel le convainc de rejoindre le NSDAP, où il devient en 1923 Oberster SA-Führer des Sturmabteilung. Alors que la dévotion de Göring pour Hitler est dès le départ totale, celle de Carin suit le même chemin : après l'échec du putsch de la Brasserie, elle déclare rêver que « le mouvement qui faisait naître de tels héros ne devait jamais mourir. […] Hermann et moi serions volontiers morts pour cela [Hitler et le parti] ». L'historien Joachim Fest note que c'est en grande partie grâce à son influence « que Göring se rallia dès l'automne 1922 à Hitler, qui semblait lui promettre ce à quoi il aspirait dans son existence de plus en plus bourgeoise : la liberté, l'action, la camaraderie, le romantisme et enfin la satisfaction de son besoin de se mettre en valeur ».
Elle se remarie avec Göring le 25 janvier à Stockholm et le 3 janvier 1923 à Munich ; Joachim Fest note pourtant que ce mariage a lieu en février 1922. La seconde cérémonie, en comité plus restreint, a lieu dans leur résidence d’Obermenzig, près de Munich ; c'est le premier mariage de Göring : Anna-Maria Sigmund raconte : « Les camarades de Hermann Göring de l’escadre Richthofen se mirent à disposition comme garde d'honneur et Carin apparut tout de blanc vêtue. Tout aussi blanches étaient les roses qui ornaient ses cheveux, tandis que son bouquet de mariée était composé des couleurs vert et blanc de la famille Fock. Le voyage de noces eut lieu en Italie et le couple partit ensuite pour quelques jours encore à Bayrisch-Zell ». Elle écrit parallèlement à son fils, seulement âgé de 10 ans, afin de lui expliquer la situation : « Cher Thomas ! Tante Mary t’a dit que je suis maintenant mariée avec le capitaine Göring, que j’habite avec lui dans une villa. Tu sais bien que ma santé ne peut pas supporter le rude climat de Suède, et tu sais que c’est pour cela que je dois rester ici à la montagne. Nous connaissons le capitaine Göring, comme tu t’en souviens, depuis les journées à Stockholm, et il a été si gentil et si bon et si serviable pour ta mère quand elle était seule dans un pays étranger [la Bavière], et alors j’ai remarqué que je l’aimais tellement que je voulais l'épouser... Vois-tu chéri, il a rendu ta mère heureuse et tu ne dois pas être triste. Et cela ne doit pas altérer notre amour l’un pour l’autre. Vois-tu, je t’aime plus que tout au monde ».
Le couple avait donc emménagé dans la campagne près de Munich, à Obermenzing, près de Nymphenburg (au 30 Döbereinerstrasse), grâce à l’aide financière de Kantzow qui va jusqu'à leur offrir une automobile Mercedes avec chauffeur. En raison des soucis de santé de Carin (« angine de poitrine avec dyspnée qui allait jusqu’à l’évanouissement, asthme, rhumatismes importants, maladie intestinale latente et anémie »), elle doit nécessairement éviter de vivre en ville. La demeure a survécu à la guerre et existe encore à l’identique de nos jours. Carin elle-même aménage la maison, qu’elle veut idéale (« vitres peintes en rose », fourrures, soie, bureau en chêne et vitraux pour le bureau de son mari, etc.) : elle fait même aménager des sortes de catacombes dans les sous-sols « où  une cheminée, du mobilier rustique, des gibelins et des fourrures réalisaient provisoirement dans un cadre modeste le rêve de Göring d’avoir un château à lui » ; des réunions du premier cercle du NSDAP y sont organisées.

#### Putsch de la brasserie et exil

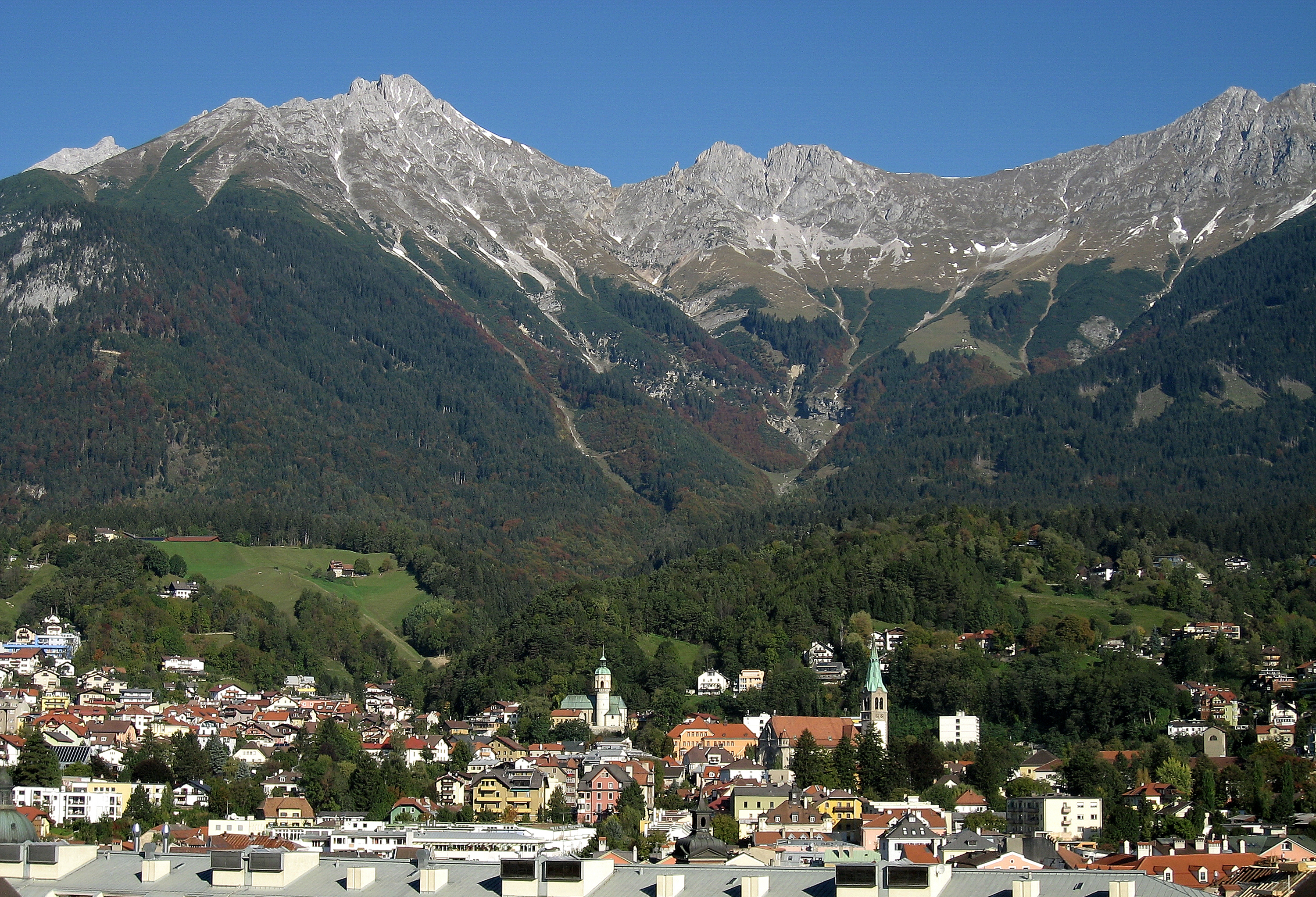
La ville d’Innsbruck, où les Göring sont en « exil » entre novembre 1923 et mi 1924.

De son côté, Göring « professionnalise » les SA : d'après Carin, « l'ancien tas de canailles […] a vraiment été transformé en une armée de lumière ». Nils von Kantzow, pour sa part, commence à développer des signes de démence mentale, tentant même une fois d’étrangler Göring avant de sauter d’un train ; il ne peut plus enseigner et meurt fou, après avoir entretenu le train de vie de son ancienne femme. La mère de Göring meurt elle le 15 juillet 1923 ; Carin est quand même présente lors des obsèques. En revanche, elle attrape par la suite une pneumonie. Elle est aussi malade, donc alitée, le 8 novembre 1923, lors du putsch de la Brasserie, mené par Hitler, les figures du NSDAP comme Göring et d’autres personnalités telles Erich Ludendorff. Le putsch est un échec, Göring reçoit plusieurs balles dans la hanche lors de la réponse policière et le couple fuit donc en Autriche afin d’éviter d’éventuelles poursuites. Le 13 novembre, Carin écrit à sa mère : « Nous avons traversé des heures incroyablement difficiles, mais malgré tout… heureuses ! La jambe de Hermann est déchiquetée, la balle l’a traversée à un demi-centimètre de l’artère, il y a une quantité de cailloux et de saletés dans le long canal que la balle a percé. […] Il a dû tellement en endurer, le cher bon Hermann, mais il pense quand même continuellement à moi. De Munich à Garmisch, nous sommes partis en voiture (avec son premier pansement) chez de bons amis et nous avons habité quelques jours dans leur villa, mais ensuite, cela se sut qu'il était là, des manifestations et des hourras devant la villa avec une foule de gens qui venaient. Nous avons alors trouvé qu'il valait mieux nous en aller et passer la frontière de l’Autriche » ; elle raconte alors le premier refus de la police de les laisser passer la frontière, leur retrait de passeport, leur passage dans un hôpital et finalement leur nouveau passage, cette fois-ci avec de faux passeports, « Maman, tu ne dois pas croire que la cause de Hitler est perdue, qu’elle est abandonnée, oh non, au contraire, l’énergie est plus forte que jamais. Et il triomphera, je le sens, je le sais, nous ne sommes pas encore au bout… et ce premier échec rendra la victoire finale plus profonde, plus mûre et plus sérieuse ».
Göring est alors grièvement blessé et soigné à Innsbruck : « la fièvre montait, du pus coulait des blessures sales. Il fut nécessaire d’opérer la hanche et la jambe droites ». Göring reçoit néanmoins beaucoup de soutiens : des visiteurs, mais aussi « des télégrammes, des fleurs et des dons en argent ». Carin vient le voir régulièrement, et finalement s’installe dans sa chambre d'hôpital après avoir été la cible de pierres et avoir eu l’orteil brisé à la suite de l’agression de communistes. Göring peut quitter l’hôpital en toute fin d’année, et le couple descend alors à peu de frais dans une suite de l’hôtel de luxe Tirolerhof, dont le directeur et le personnel sont des sympathisants nazis. Carin poursuit son activité épistolaire auprès de sa famille et collecte des coupures de presse étrangères concernant le NSDAP, parti alors interdit, qu’elle envoie à Hitler, alors en détention. Cette vie d’exil se couple pourtant d'une dégradation de sa santé : « presque constamment malade, souvent alitée, elle était peu préparée à la vie d’une activiste politique en fuite. Quelquefois, elle tombait en syncope et devait être réanimée par des injections de camphre. Après que trois spécialistes eurent diagnostiqué une affection cardiaque incurable avec une courte espérance de vie, Carin ne s’abandonna plus à aucune illusion ».
De même que son époux, Carin est l'objet sur le territoire allemand d'un « mandat d'amener ». Elle écrit à sa mère : « Notre villa munichoise a été saisie, les comptes bloqués, la voiture confisquée… il y a aussi un mandat d’arrêt délivré contre moi. […] Et pourtant, tout se passe pour le mieux pour Hitler, et son travail progresse comme jamais auparavant ». Avec étonnement, elle voit sa sœur Fanny très impliquée dans la défense du national-socialisme, ce qui fait même dire à Göring : « elle est trop nationale-socialiste pour moi ! ». En février 1924, Göring envisage de revenir en Suède une fois que le procès des conjurés du putsch sera fini (il dure du 26 février au 1er avril). Elle angoisse concernant la probable incarcération de Hitler, mais la justice se révèle en définitive plus clémente qu’elle ne l’avait craint (Hitler, alors autrichien, aurait pu être expulsé du territoire allemand). Le procès fini, Carin se rend sans son mari à Munich afin de trouver de l’argent : Ludendorff lui refuse, puis, à la prison de Landsberg, Hitler ne lui offre comme aux autres nombreux visiteurs qu'une photo dédicacée « À l'épouse honorée de mon commandant de la SA, Mme Carin Göring, en souvenir de la visite à la forteresse de Landsberg, le 15 avril 1924 ». Il confie aussi à Göring d’aller rencontre le président du Conseil italien, Benito Mussolini, afin d’obtenir un soutien et des fonds pour le NSDAP. C’est pourtant un échec : celui-ci ne les reçoit pas et le couple décide alors de rentrer en Suède en contournant l’Allemagne par l’Est : ils avaient investi le peu d’argent qui leur restait dans ce voyage et vendu leur villa de Munich.
Le couple loue un appartement de taille modeste, au 23, Odengatan. Göring est cependant toujours dépendant de la morphine, et tente même de se jeter par une fenêtre. Avec l’aide financière de sa belle-famille, il fait des cures de désintoxication dans trois cliniques différentes, où son comportement violent est remarqué, puis intègre le Katarina-Hospital et la maison de santé de Langbro. On le libère le 7 octobre 1925, date à laquelle il est considéré comme guéri. Il rechute néanmoins mais arrive désormais à cacher sa toxicomanie. L'amnistie prononcée par Hindenburg lui permet de retourner en Allemagne en automne 1927, et il est accueilli par Adolf Hitler avec peu d'enthousiasme, car ce dernier avait été mis au fait de son état de santé mentale. En effet, la direction des SA demeure à la charge de Franz Pfeffer von Salomon et Göring doit se rendre à Berlin afin de trouver du travail. Carin demeure en Suède, mais prévient une nouvelle fois son mari sur les réalités de sa maladie : « Je voudrais bien vivre pour que tu n’aies pas de chagrin, et pour Thomas, mais parce que je vous aime, toi et Thomas, par-dessus tout, je voudrais - oui, je le voudrais tellement - rester près de vous. […] Tu es tout ce que j’ai, et je t’en prie, essaie de toutes tes forces de te libérer avant qu’il ne soit trop tard » ; elle se permet aussi de parler de la maladie de son mari : « être morphinomane veut dire la même chose que se suicider : chaque jour, une petite partie de ton corps et de ton âme se perd. Tu es dominé par un mauvais esprit et par une puissance maligne et le corps dépérit peu à peu… Sauve-toi toi-même et, de cette façon, moi aussi ».

#### Ascension politique de son mari et décès

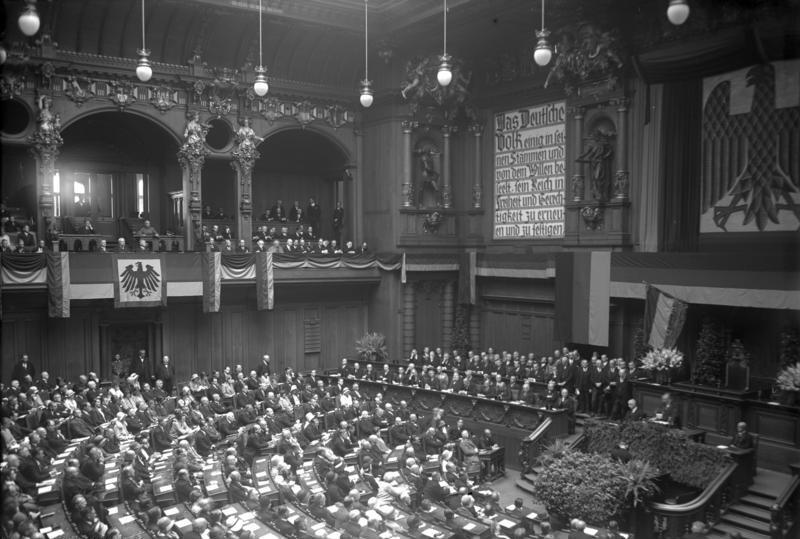
Hémicycle du Reichstag, où Carin Göring assiste (certainement sur les bancs du public en haut à gauche) à la première session de la, en 1928.

Adhérente du NSDAP, Carin Göring se conforme aux idées de son mari. Elle en partage l’antisémitisme. Elle représente au départ une variante plus romantique du couple idéal allemand, que Joseph et Magda Goebbels tentent aussi de symboliser ; sa sœur cadette note ainsi que jusqu’à son décès cela (leur influence et leur image) « avançait et montait ». Concernant son engagement sur le nazisme, Anna-Maria Sigmund note que « Carin Göring elle-même considérait le national-socialisme comme une religion de remplacement, semblable à l’« Edelweiss » de sa grand-mère. […] À sa manière outrancière et fanatique, elle vénérait toutefois Hitler comme un messie qui allait libérer l’Allemagne du joug des puissances victorieuses et la conduire vers un avenir éclatant. […] Pour Carin, Hitler était un « génie empli d’amour de la vérité », elle admirait son combat « chevaleresque » et son « honnêteté ». Malgré tous les revers, elle n’a jamais douté de la victoire du mouvement. Elle incarnait cette catégorie de nationaux-socialistes « idéalistes », dont l’enthousiasme aveugle anéantissait toute capacité de réflexion autonome ».
Lors des élections législatives allemandes de 1928, Göring est le premier candidat de la liste du NSDAP ; il souhaite que son épouse participe aux derniers jours de la campagne. Elle arrive donc à Berlin, mais très fatiguée. Elle ressent rapidement la « fièvre électorale » qui saisit la capitale. Göring habite alors au 16, Berchtesgadener Strasse. Le lendemain de la modeste victoire (le parti fait 2,6 % des voix et obtient 12 députés), où Göring devient député, elle envoie un télégramme à sa mère : « Hermann élu hier. Maman, tu comprends. Ta Carin ». Elle est présente lors de la première session de la nouvelle législature, au Reichstag. L’aisance financière revient alors, et le couple s’installe au 7, Badenschen Strasse. Henriette Hoffmann, fille du photographe officiel du NSDAP Ernst Theodor Amadeus Hoffmann, raconte à propos d’un passage dans leur résidence : « Et, bien que ce fût pourtant un petit appartement en étage, Göring recevait souvent des invités, des princes de Prusse et des princes de Hesse, des amis de Suède… des grands industriels qui s’intéressaient au député du Reichstag... Carin était d’une séduction extraordinaire et Hermann un hôte doué ». Hermann Göring devient dès lors un homme politique très populaire dans son camp, et lorsque Elsa, la sœur de Carin, invitée pour voir cela se rend compte de l’ambiance électrique des réunions publiques au Sportpalast de Berlin, elle a du mal à cacher son étonnement admiratif.
Göring, souvent impliqué dans des actions judiciaires, décide avec son épouse d'« exclure l’administration et la jouissance du mari et de porter cela dans le registre matrimonial » à propos du mobilier du foyer, afin d'éviter que tout ne soit un jour saisi par la justice. Elle participe aussi aux succès électoraux de son mari et du parti (aux élections législatives allemandes de 1930, le NSDAP obtient 107 députés) et mène une vie mondaine : Anna-Maria Sigmund raconte : « Le prince héritier Guillaume, Auguste-Guillaume de Hohenzollern, et son frère Eitel Friedrich, le prince Victor de Wied et son épouse, Marie-Elisabeth, Mme von Dirksen (de) et Fritz Thyssen comptaient au nombre des invités tout comme les têtes du parti. La plupart du temps, Carin Göring ne pouvait les accueillir qu’étendue sur un canapé. Si la maîtresse de maison était particulièrement malade, il n’y avait alors, comme Carin l’écrivit à sa mère dans une lettre du 4 janvier 1931, que des plats simples, un peu grossiers, comme de la soupe aux pois avec du porc et du gâteau aux pommes suédois à la sauce vanillée ».
La santé de Carin va pourtant de mal en pis. Elle raconte elle-même dans une lettre : « Le soir de Noël [1930], j’ai été malade avec 39,5 de fièvre. La journée s’était passée à décorer le sapin, à effectuer les derniers travaux intellectuels, à emballer les cadeaux ; à 8 heures, Hermann est arrivé pour fêter le soir de Noël ici avec nous. Il avait apporté des paquets ravissants et si personnalisés pour nous tous… Le sapin était allumé et on distribua les cadeaux. J’ai alors été saisie de frissons si forts que je suis tombée du canapé ». Quand elle ne reste pas à Berlin, où elle tempère selon les commentaires de l'époque le caractère de son mari, elle séjourne dans des sanatoriums (dont celui de Kreuz, en Bavière), imagine des costumes pour son mari et s'adonne à la lecture. Hitler offre au couple une nouvelle Mercedes en juillet 1931, avec laquelle ils partent pour la Suède, et arrivent le 19 septembre. Six jours après, la mère de Carin meurt brusquement. Göring est alors reparti pour l’Allemagne et la crise cardiaque suivante, le 17 octobre, est fatale à Carin. Son corps est d’abord exposé dans la « chapelle Edelweiss » puis enterré le 21 (jour où elle aurait dû avoir 43 ans) au cimetière de Lovö, à proximité de Drottningholm.
La douleur est incommensurable pour Göring. Joseph Goebbels écrit ainsi : « Ses traits se sont pétrifiés quand la femme aimée lui a été arrachée au milieu de la lutte la plus dure. Mais il n’a pas chancelé un instant. Il a poursuivi sa voie avec sérieux et fermeté, écuyer inébranlable pour le Führer. Ce soldat loyal au cœur d’enfant ». Göring garde évidemment contact avec sa belle-famille, assistant par exemple au mariage de Brigitta von Rosen en 1932 et envoyant régulièrement des bouquets de fleurs rouges et blanches, en forme de croix gammées.

### Hommage

#### Enterrements et cérémonies

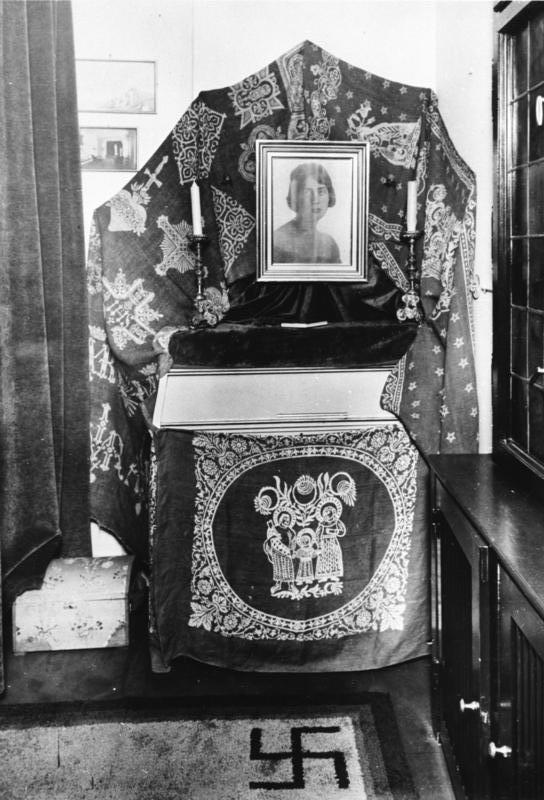
Autel païen chez Hermann Göring, à Berlin, en 1931.

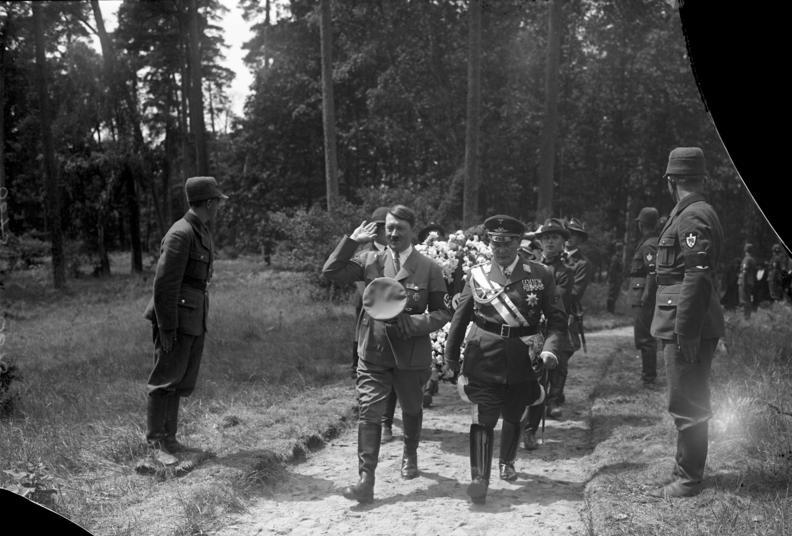
Transfert de la dépouille de Carin Göring à Carinhall (Schorfheide), le 19 juin 1934. Hitler et Göring sont en tête du cortège funéraire.

Pendant le procès de l'incendie du Reichstag, en octobre 1933, Göring vient en Suède pour le mariage de sa nièce et fleurit la tombe de son épouse avec une plante verte en forme de croix gammée. Ce geste est répercuté dans la presse locale. Le 8 novembre, elle est piétinée par des inconnus, qui laissent le message suivant : « Nous, quelques Suédois, nous sentons offensés par la violation de sépulture commise par l’Allemand Göring. Que son ancienne épouse repose en paix, mais qu'il nous épargne la propagande allemande sur sa tombe ».
Hermann Göring donne son nom au luxueux pavillon de chasse qu'il fait construire en 1933, le Carinhall (nommé en son nom) dans la forêt de Schorfheide au nord de l'État actuel du Brandebourg. C'est là qu'il fait transférer, à la suite de l'incident suédois, la dépouille de son épouse dans un mausolée souterrain construit à cet effet, le 19 juin 1934, une semaine avant la nuit des Longs Couteaux, lors d’une cérémonie funèbre organisée par Joseph Goebbels, en présence de Hitler. Le cercueil est en étain, et aucun prêtre n’assiste à la cérémonie.
L'historienne Anna-Maria Sigmund raconte l’évènement : « Tout d’abord, l’équipage d’un torpilleur allemand et des nationaux-socialistes suédois manifestèrent leur attachement sincère sur la tombe ouverte à Lovö, près de Drottningholm. Ensuite, un train spécial, décoré pour l’occasion, fut affrété pour transférer la dépouille de Carin Göring de Suède en Allemagne selon un rituel funéraire minutieusement planifié. Tout le long du trajet pour Eberswald, la gare proche du lieu de destination, Carinhall, régnait le deuil national, les drapeaux étaient en berne et les cloches sonnaient. Les Jeunesses hitlériennes faisaient la haie quand le train traversait les différentes gares, et une foule innombrable rendu les derniers honneurs à Carin Göring. La dernière étape à travers la Schorfheide fut parcourue dans une voiture ouverte, sur laquelle le cercueil était flanqué d’obélisques noirs garnis de flammes du sacrifice, sous la garde d’honneur d'une escorte à cheval. Le cérémonial commença à Carinhall à midi pile, avec l’apparition de Hitler. Puis, au son de la marche funèbre du Crépuscule des dieux de Wagner, entre une haie de soldats, on porta le cercueil couvert d’un drapeau à croix gammée dans le mausolée souterrain. Des parents de Carin, des diplomates étrangers et tous les hommes politiques de haut rang du régime nazi l’accompagnèrent. Pour terminer, Hitler et Göring descendirent encore une fois dans le tombeau pour faire leurs adieux à la défunte ».

#### Mémoire et après-guerre
Lorsqu'il est en séjour à Carinhall, Göring se rend tous les jours au mausolée qu'il avait fait construire, même après son remariage en 1935 avec l'actrice Emmy Sonnemann. Plus tard, comme le fait en juin 1934 le journal Völkische Frauenzeitung, la presse du régime continue de faire appel à sa mémoire, écrivant par exemple : « Une Allemagne pour laquelle de telles femmes vivent, se battent et meurent doit exister. Que la vie de cette femme nordique soit un modèle pour nous ! ». En 1933, sa sœur Fanny publie une biographie sur elle, qui devient rapidement un best-seller, et est plusieurs fois rééditée jusque 1943 ; elle s’écoule à 900 000 exemplaires. Cet ouvrage concerne certes la vie de Carin, mais constitue également une imixtion inédite du public dans la vie privée d’un dignitaire national-socialiste. Pourtant, Fanny relate également des évènements romancés, voire inventés, afin de rendre lisse le passé politique de Göring. Carin devient également une des figures mythifiées comme le Troisième Reich aime en faire (à l’instar de Horst Wessel par exemple) mais la documentation la concernant se réduit à la biographie de sa sœur et à celle de Göring, par Erich Gritzbach (Hermann Göring, Werk und Mesch, 1938). Anna-Maria Sigmund note même que l'histoire romancée du « pilote allemand et la noble suédoise » a contribué, notamment grâce à plusieurs publications postérieures « sentimentalistes » (comme Das Hohelied der Liebe : Deutsches Werden, « Le Cantique de l’amour : le devenir allemand ») à embrigader la population par un biais encore inédit.
Le pavillon de chasse de Carinhall est détruit sur ordre de Göring en avril 1945, devant l’avancée de l’Armée rouge. Le mausolée est aussi détruit, mais les ossements de Carin Göring sont déplacés et enterrés dans une forêt proche. La tombe est profanée dès le mois de mai, par des soldats soviétiques désireux de trouver quelque trésor caché. Le garde forestier responsable des lieux réussit néanmoins à déplacer et enterrer à nouveau le corps dans un autre endroit ; il prévient également la famille de Carin. En cachette de l’administration soviétique, Fanny s’adresse à un pasteur suédois en poste à Berlin, Heribert Jansson, qui avec l’aide du garde forestier transporte clandestinement le corps. Le pasteur le fait incinérer sous une fausse identité dans le quartier de Berlin-Wilmersdorf, en 1951. Après un passage à Hambourg où l’urne funéraire survit à un cambriolage de son automobile, il repart ensuite en Suède et la remet à sa famille, qui l'enterre, pour la cinquième fois, dans le cimetière de Lovö, où elle avait reposé la première fois.